# Дейлам
Дейлам или Дейлем, или Дайлам ((на персийски: دیلمان) е историческо название на планинския регион на юг от Каспийско море. Днес тази територия принадлежи на иранските провинции Мазандаран и Гилан. Племената, обитавали района от древни времена, се наричат от историците дейлемити.